# جان كاسوسولا
جان كاسوسولا (بالفرنسية: Jean Kasusula) (مواليد 5 أغسطس 1982 in كيسنجاني، زائير) هو لاعب كرة قدم كونغولي ديمقراطي يلعب حاليًا لصالح نادي تي بي مازيمبي.

## المسيرة الدولية
شارك كاسوسولا في أربع مباريات وأحرز هدفًا مع تي بي مازيمبي في كأس العالم للأندية 2009 و2010

## روابط خارجية
- جيان كاسوسولا على موقع الاتحاد الدولي (مؤرشف)  (الإنجليزية)
- جيان كاسوسولا على موقع ناشيونال فوتبول تيمز (الإنجليزية)
- جيان كاسوسولا على موقع Soccerway.com (الإنجليزية)
- جيان كاسوسولا على موقع عالم كرة القدم.نت (الإنجليزية)
- جيان كاسوسولا على موقع AS.com (الإسبانية)